# Pol Heyns
Leopold (Pol) Heyns (Herentals, 17 oktober 1906 - Bonheiden, 12 april 1960), ook bekend onder de pseudoniemen Judas en Bruno Mey,  was een Belgisch volkskundige, radioreporter, auteur en redacteur.

## Levensloop
Heyns groeide op als negende kind in een gezin met 16 kinderen. Hij doorliep de Grieks-Latijnse humaniora aan het Gepatroneerd Aartsbisschoppelijk College te Herentals en studeerde vervolgens kortstondig (tot de paasvakantie 1925) aan het Grootseminarie te Mechelen. Na zijn legerdienst (te Antwerpen en Beverlo) vatte hij een studie rechten aan de Katholieke Universiteit Leuven aan, maar schakelde vervolgens over naar de Germaanse filologie waarin hij zijn kandidatuur behaalde.
Hij was van 1930 tot 1931 hoofdredacteur van Ons Leven, waarin hij actief was onder het pseudoniem 'Judas'. Daarnaast werkte hij mee aan boekbesprekingen in Het Handelsblad, de studentenrubriek in De Standaard (vanaf 1930) en onder de schuilnaam 'Bruno Mey' aan o.a. Jong Dietschland, De Zondagsvriend en Hooger Leven. Ook was hij betrokken bij de Kunst- en Oudheidkundige Kring van Herentals en omtrek en het katholiek Kempisch tijdschrift Herentals. Ook was hij in deze periode betrokken bij de Offensief-beweging van pater Dries Morlion, deed hij heemkundige bijdrages in diverse bladen en schreef hij de romans Armoede en Ons Dorp floreert, alsook verscheidene novellen.
In 1934 werd hij mede-uitgever van boekengilde 'Die Poorte', dat echter in maart 1935 werd ontbonden toen Heyns aan de slag ging als een van de eerste radioreporters bij het NIR. Bij de openbare omroep legde hij een uniek archief van Vlaamse volksliederen aan, zo registreerde hij meer dan 1000 van deze liederen in de periode 1935-'39 op grammofoonplaat. Tijdens de Tweede Wereldoorlog zette hij zijn reportagewerk verder, in mei 1941 ging hij officieel over naar de cultuurdienst waar hij zich op volkskundige bijdrages richtte.
Hoewel vrijgesproken door het krijgsauditoraat werd Heyns bij de bevrijding geschorst door de onderzoeksraad van de BNRO. Vervolgens werd hij hoofdredacteur van Ons Volk, een functie die hij uitoefende tot zijn dood. In 1952 ging hij in beroep tegen de beslissing van de onderzoeksraad van de BNRO bij de Herzieningscommissie van het NIR. In 1954 trad hij opnieuw in dienst bij de BRT, waar hij in 1955 de tv-uitzending Levende folklore: Er was 'n tijd presenteerde.
Hij overleed in het Imeldaziekenhuis te Bonheiden ten gevolge van maag- en pancreaskanker. In 1987 werd de interscolaire 'Pol Heyns-poëziewedstrijd' ingericht. In 1994 werd een straat naar hem vernoemd in Herentals, met name de Pol Heynsstraat. In 2012 werden ruim 500 van zijn opnames online gezet in de Nederlandse Liederenbank.